# Медаль имени Джайлз
Медаль имени Джайлз (фр. Médaille Giles) ― премия французской Академии надписей и изящной словесности для исследователей, работающих в области синологии, японоведении или изучении Восточной Азии. Впервые вручена в 1919 году. Названа в честь английского китаеведа Герберт Джайлз. Последним лауреатом данной премии является Пьер-Этьен Уилл, который был награждён в 2021 году за свой труд «Руководства и антологии для служащих в Китайской империи» (англ. Handbooks and Anthologies for Officials in Imperial China).